# Kibungo
Kibungo este un oraș din estul Rwandei, cu o populație de 43,852 de locuitori, situat la o altitudine de circa 1600 de metri. Principala ocupație a locuitorilor orașului este agricultura. Principalele atracții turistice ale zonei sunt Cascada Rusumo și Parcul Național Akagera.